# Раменки (Рязанская область)
Раменки — деревня в Рыбновском районе Рязанской области. Входит в Вакинское сельское поселение.

## География
Находится в западной части Рязанской области на расстоянии приблизительно 11 км на север-северо-восток по прямой от железнодорожного вокзала в городе Рыбное.

## История
Показана была еще на карте 1797 года. На карте 1850 года показана как поселение с 30дворами. В 1859 году здесь (тогда деревня Рязанского уезда Рязанской губернии) было учтено 43 двора, в 1897 — 90.

## Население
Численность населения: 342 человека (1859 год), 652 (1897), 61 в 2002 году (русские 92 %), 51 в 2010.